# Silvia Daprà
Silvia Daprà (Torino, 3 aprile 1961) è un'ex cestista italiana.
Playmaker di 173 cm, ha giocato in Serie A1 con FIAT, Magenta, Priolo Gargallo, Viterbo, Brianza, Montecchio e Messina.

## Palmarès
- Campionato italiano: 2
FIAT: 1978-79, 1979-80
- Coppa dei Campioni: 1
Trogylos Priolo: 1989-90